# Monumento internazionale alla Riforma

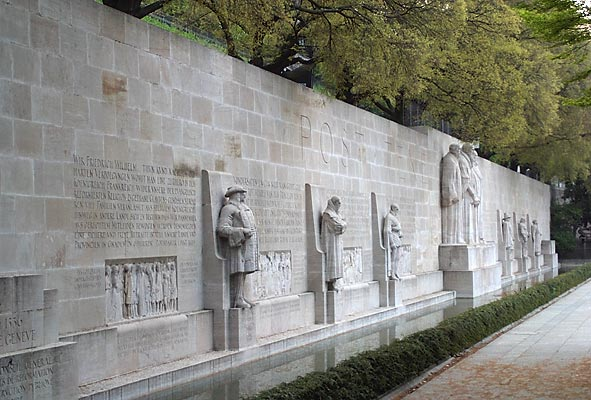
Il muro dei Riformatori si estende per 100 metri e rappresenta numerose figure della Riforma protestante

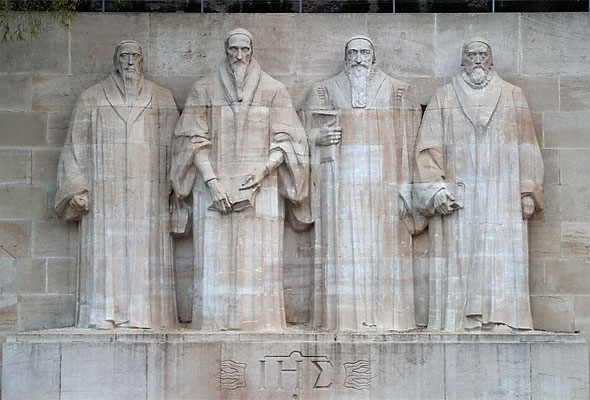
Al centro del muro si trovano le statue di Guglielmo Farel, Giovanni Calvino, Teodoro di Beza, e John Knox

Il Monumento internazionale alla Riforma (in francese Monument international de la Réformation; in tedesco Internationales Reformationsdenkmal), conosciuto anche come Muro dei Riformatori, è un monumento situato all'interno del Parc des Bastions, nella città di Ginevra, in Svizzera. Il monumento onora i principali rappresentanti, avvenimenti e documenti della Riforma protestante, rappresentandoli sotto forma di statue e bassorilievi.
Il monumento si trova nei terreni dell'Università di Ginevra, fondata da Giovanni Calvino, e venne edificato per commemorare il quattrocentesimo anniversario della nascita di Calvino ed il trecentocinquantesimo anniversario della fondazione dell'università. È costruito sulle vecchie mura di Ginevra e la collocazione del monumento è intesa a rappresentare le fortificazioni e quindi l'importanza integrale della città di Ginevra per la Riforma protestante. Durante la Riforma protestante Ginevra fu infatti il centro del calvinismo e la sua storia e il suo retaggio dal XVI secolo sono stati strettamente legati a quello del protestantesimo.
L'inaugurazione del monumento nel 1909 rappresentò il culmine di un concorso lanciato per trasformare il parco. Il concorso coinvolse 71 altre proposte da tutto il mondo. Il progetto vincitore fu proposto da quattro architetti svizzeri: Charles Dubois, Alphonse Laverrière, Eugène Monod e Jean Taillens (che propose pure un altro progetto, arrivato terzo). Le sculture furono create dagli scultori francesi Paul Landowski e Henri Bouchard.
Al centro del monumento si trovano le statue, alte cinque metri, dei quattro maggiori rappresentanti del Calvinismo: Guglielmo Farel, Giovanni Calvino, Teodoro di Beza e John Knox. Alla sinistra delle statue centrali vi sono statue alte tre metri di Guglielmo I d'Orange, Gaspard II de Coligny e Federico Guglielmo I di Brandeburgo. Alla destra si trovano invece le statue alte tre metri di Roger Williams, Oliver Cromwell e István Bocskai. Lungo il muro, su entrambi i lati delle statue centrali, è inciso il motto sia della Riforma protestante che della città di Ginevra: Post Tenebras Lux ("Dopo le tenebre la luce"). Sul piedistallo centrale delle statue si trova inciso il monogramma di Cristo: ΙΗΣ.